# Парадоксальна реакція
Парадоксальна реакція (або парадоксальний ефект, інколи парадоксальна дія) — це дія хімічної речовини, такої як медичний препарат, протилежна до тієї, яка зазвичай очікується. Прикладом парадоксальної реакції є біль, викликаний знеболювальним препаратом.
Парадоксальні реакції частіше спостерігаються у людей з СДУГ.

## Речовини

### Амфетаміни
Амфетаміни — це клас психотропних препаратів, які є стимуляторами. Іноді у дорослих може виникати парадоксальна сонливість.

### Антибіотики
Парадоксальний ефект або ефект Ігла (названий на честь Г. Ігла, який його вперше описав) виявляє збільшення кількості «тих хто вижив» під час тестування активності антимікробного засобу. Спочатку, коли до культурального середовища додають антибіотик, кількість бактерій, які виживають, падає, як і слід було очікувати. Але після підвищення концентрації бактерій (понад певну кількість), число тих бактерій які виживають, як не парадоксально, зростає.

### Антидепресанти
У рідкісних випадках антидепресанти можуть викликати у споживачів нав'язливу агресію або суїцидальні потяги, що різко суперечить їх очікуваному ефекту. Це можна вважати парадоксальною реакцією, але, особливо у випадку самогубства, принаймні в деяких випадках це може бути пов'язано лише з різною швидкістю ефекту щодо різних симптомів депресії: якщо генералізоване надмірне гальмування дій пацієнта входить у ремісію раніше дисфорії пацієнта, і якщо пацієнт уже був суїцидальним, але надто пригніченим, щоб діяти згідно зі своїми нахилами, пацієнт може опинитися в ситуації, коли він все ще настільки дисфоричний, щоб хотіти вчинити самогубство, але щойно звільнився від ендогенних бар'єрів, які перешкоджають цьому. Діти та підлітки більш чутливі до парадоксальних реакцій самоушкодження та суїцидальних думок під час приймання антидепресантів, але випадки все ще дуже рідкісні.

### Антипсихотики
Хлорпромазин, як антипсихотичний та протиблювотний препарат, який класифікується як «великий» транквілізатор, може викликати парадоксальні ефекти, такі як збентеження, збудження, безсоння, дивні сновидіння, загострення психотичних симптомів і токсичні стани сплутаності свідомості.

### Барбітурати
Фенобарбітал може викликати гіперактивність у дітей. Це може відбутися після невеликої дози у 20 мг, за умови відсутності фенобарбіталу в попередні дні. Передумовою такої реакції є постійне відчуття напруги. Механізм дії невідомий, але він може бути спричинений анксіолітичною дією фенобарбіталу.
Було показано, що барбітурати, такі як пентобарбітал, викликають парадоксальну гіперактивність приблизно у 1 % дітей, у яких виявляються симптоми, подібні до гіперактивно-імпульсивного підтипу синдрому дефіциту уваги і гіперактивності. Внутрішньовенне введення кофеїну може повернути поведінку цих пацієнтів до базового рівня.

### Бензодіазепіни
Бензодіазепіни, клас психоактивних препаратів, які називаються «малими» транквілізаторами, мають різні снодійні, седативні, анксіолітичні, протисудомні та розслаблювальні (для м'язів) властивості, але вони можуть створювати абсолютно протилежні ефекти. Сприйнятливі особи можуть відреагувати на лікування бензодіазепінами підвищенням тривожності, агресивності, збудження, сплутаності свідомості, розгальмування, втратою контролю над імпульсами, балакучістю, агресивною поведінкою та навіть судомами. Парадоксальні несприятливі наслідки можуть навіть призвести до кримінальної поведінки. Повідомлялося про серйозні зміни поведінки, спричинені бензодіазепінами, включно з манією, шизофренією, гнівом, імпульсивністю та гіпоманією.
Парадоксальні реакції гніву через бензодіазепіни виникають в результаті зміненого рівня свідомості, що породжує автоматичну поведінку, антероградну амнезію та неприборкану агресію. Ці агресивні реакції можуть бути спричинені серотонінергічним механізмом розгальмування.
Парадоксальні ефекти бензодіазепінів, як видається, залежать від дози, тобто більш імовірні для більш високих доз.
У листі до Британського медичного журналу повідомлялося, що велика частка батьків, яких направили через фактичне або загрозливе жорстоке поводження з дітьми, у той час приймали ліки, часто комбінацію бензодіазепінів і трициклічних антидепресантів. Багато матерів описували, що замість того, щоб відчувати меншу тривогу чи депресію, вони стали більш ворожими та відкрито агресивними по відношенню до дитини, а також до інших членів сім'ї під час вживання транквілізаторів. Автор попереджає, що екологічні або соціальні стреси, такі як труднощі впоратися з плачем дитини в поєднанні з ефектом транквілізаторів, можуть спровокувати насильство над дитиною.
Повідомлялося про аутоагресію, яка також була продемонстрована в лабораторних умовах при клінічному дослідженні. Встановлено, що діазепам підвищує готовність людей завдати собі шкоди.
Бензодіазепіни іноді можуть викликати парадоксальне погіршення показників ЕЕГ у пацієнтів із судомними розладами.

## Причини

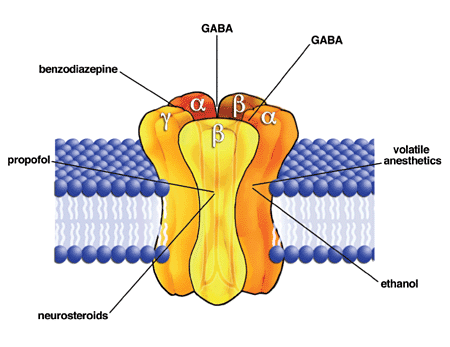
Рецептор ГАМК _{А} з п'ятьма субодиницями, де зв'язуються різні ліганди.

Механізм парадоксальної реакції досі (2019) не був повністю з'ясований, наприклад, через те, що передача сигналу окремих нейронів у підкіркових ділянках людського мозку зазвичай недосяжна.
Проте, існує багато вказівок на те, що парадоксальні реакції, наприклад на, бензодіазепіни, барбітурати, інгаляційні анестетики, пропофол, нейростероїди та алкоголь пов'язані зі структурними відхиленнями рецепторів ГАМКА. Комбінацію п'яти субодиниць рецептора (див. зображення) можна змінити таким чином, що, наприклад, реакція рецептора на ГАМК залишається незмінною, але реакція на одну з названих речовин різко відрізняється від нормальної (очікуваної).